# Olne
Olne ist eine Gemeinde in der belgischen Provinz Lüttich in der Region Wallonien. Sie hat knapp 4000 Einwohner (2016). Zur Gemeinde Olne gehören die zwei Dörfer Olne und Saint-Hadelin sowie mehrere Weiler (frz. hameau), von denen der größte Hansez ist. Das Dorf Olne (nicht die Gemeinde) gehört zu den schönsten Dörfern Walloniens.

## Weblinks

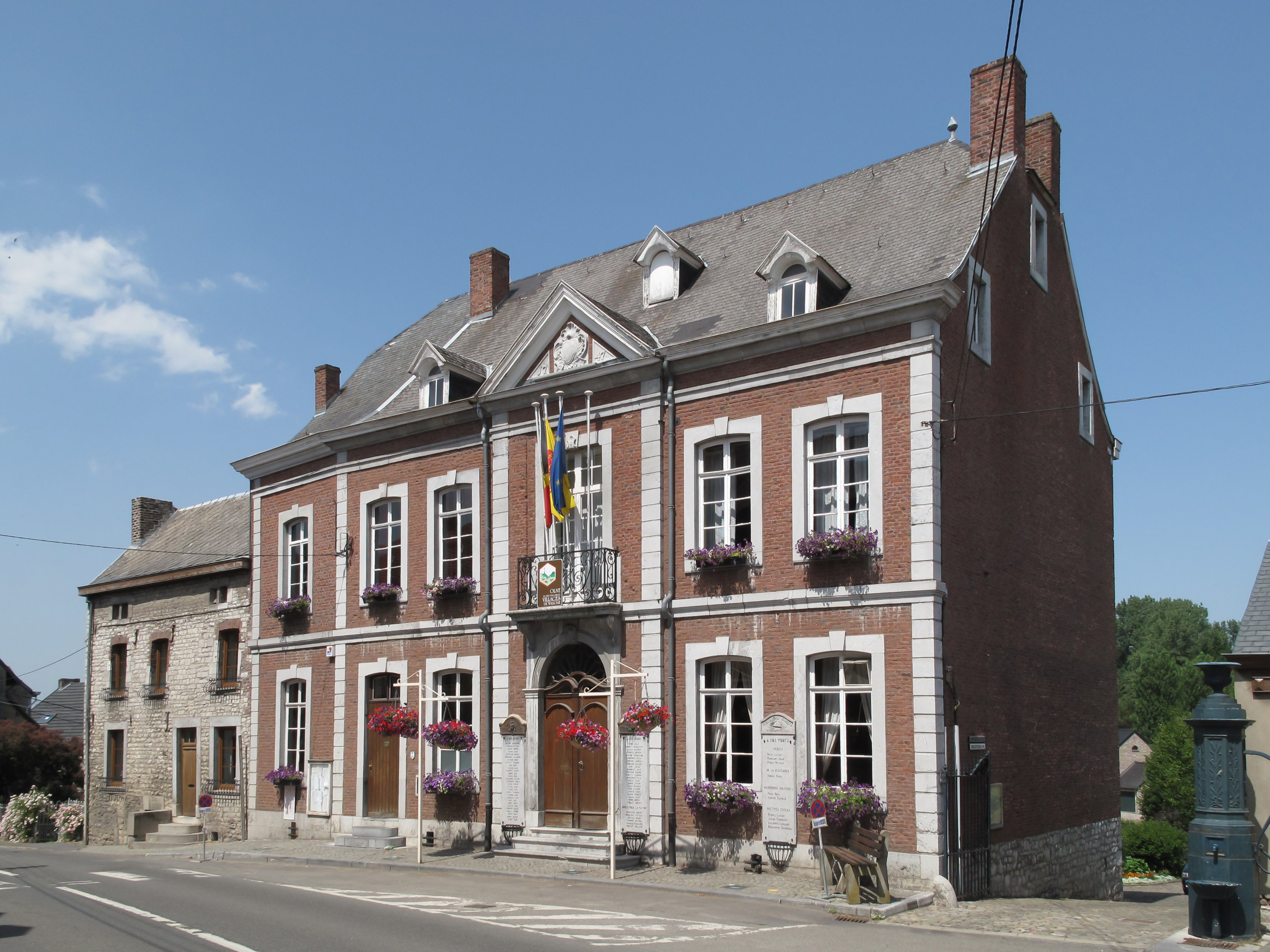
Olne, Rathaus